# Biljana Simanić
Biljana Simanić est une ancienne joueuse de volley-ball serbe née le 18 février 1985.  Elle mesure 1,86 m et jouait au poste d'attaquante. Elle a totalisé 30 sélections en équipe de Serbie. Sa sœur ainée Sonja Simanić est également ancienne joueuse de volley-ball.

## Clubs
| Club                   | De        | À         |
| ---------------------- | --------- | --------- |
| Postar 064 Belgrade    | 1999-2000 | 2001-2002 |
| Radnički Belgrade      | 2002-2003 | 2002-2003 |
| ŽOK Srem               | 2003-2004 | 2003-2004 |
| Dinamo Pančevo         | 2004-2005 | 2006-2007 |
| Beylikdüzü İstanbul    | 2007-2008 | 2008-2009 |
| Nilüfer Belediye Bursa | 2009-2010 | 2009-2010 |
| Dynamo-Yantar          | 2010-2011 | 2010-2011 |
| Olympiakós Le Pirée    | 2011-2012 | 2011-2012 |
| Karşıyaka Voleybol     | 2012-2013 | 2013-2014 |
| MD Zrenjanin           | 2014-2015 | 2014-2015 |
| Pursaklar Belediyesi   | 2015-2016 | 2015-2016 |

## Palmarès
- Coupe de Grèce
  - Vainqueur : 2012.
- Championnat de Grèce
  - Finaliste : 2012.